# Seyne
Seyne, tudi Seyne-les-Alpes, (provansalsko Sanha/Sagno) je naselje in občina v jugovzhodnem francoskem departmaju Alpes-de-Haute-Provence regije Provansa-Alpe-Azurna obala. Leta 2004 je naselje imelo 1.436 prebivalcev.

## Geografija
Kraj leži v pokrajini Visoki Provansi ob reki Blanche, 40 km severno od Digne-les-Bainsa.

## Administracija
Seyne je sedež istoimenskega kantona, v katerega so poleg njegove vključene še občine Auzet, Barles, Montclar, Saint-Martin-lès-Seyne, Selonnet, Verdaches in Le Vernet z 2.743 prebivalci.
Kanton je sestavni del okrožja Digne-les-Bains.

## Zgodovina
Ime naselja se prvikrat omenja leta 1147 kot in Sedena.

## Zanimivosti
- citadela de Richerand,
- romanska cerkev Notre-Dame de Nazareth iz 12. stoletja.